# Ass Backwards – Die Schönsten sind wir
Ass Backwards – Die Schönsten sind wir (Originaltitel: Ass Backwards) ist eine US-amerikanische Filmkomödie aus dem Jahr 2013. Die Hauptrollen spielen June Diane Raphael und Casey Wilson, die auch das Drehbuch schrieben. Der Film feierte seine Premiere beim Sundance Film Festival 2013.

## Handlung
Kate und Chloe sind seit Kindheitstagen beste Freundinnen. Kennengelernt haben sie sich bei einem Schönheitswettbewerb, bei dem sie die letzten Plätze belegten. Auch als Erwachsene sind beide erfolglos, Chloe jobbt als Tänzerin in einem Nachtclub und Kate verdient ihr Geld als Eizellenspenderin. Als die beiden eine Einladung zum fünfzigjährigen Jubiläum ihres Schönheitswettbewerbs erhalten, beschließen sie erneut daran teilzunehmen. Vor allem möchten sie es ihrer ehemaligen Konkurrentin Laurel heimzahlen, die diesmal zur Jury des Wettbewerbs gehört.
Während ihrer Reise stoßen die beiden auf viele Hindernisse. Weil sie pleite sind, besuchen sie Chloes Vater Bruce, um sich Geld bei ihm zu leihen. Dort angekommen, erfahren sie, dass dieser ebenfalls bankrott ist. Nach einer Autopanne kommen die beiden bei einer Frauenrechtsgruppe unter, mit deren Mitgliedern sie sich allerdings überwerfen. Nach einem missglückten Auftritt in einem Stripclub, wo beide auf einen Hinzuverdienst hofften, landen sie im Gefängnis. Dort lernen sie ihren Lieblings-Reality-Star Brian kennen. Nach ihrer Entlassung lädt Brian sie in sein Haus ein. Die drei konsumieren Drogen und Kate und Chloe geraten im Drogenrausch in Streit und setzen den Rest ihrer Reise getrennt fort.
Bei dem Schönheitswettbewerb angekommen, geraten ihre Auftritte zum Desaster und die beiden schaffen es wieder nicht aufs Siegertreppchen. Beide randalieren daraufhin auf der Bühne und beschimpfen die Veranstalter. Nach diesem Ausraster fühlen sie sich befreit von ihren negativen Kindheitserinnerungen und wollen ihr Leben wieder in den Griff bekommen.

## Kritik
Der Filmdienst urteilte: „"Thirtysomething"-Komödie mit lahmen Gags und „Hangover“-Anleihen, die ihr weibliches Zielpublikum kaum unterhält.“

## Veröffentlichung
Der Film wurde auf einigen Filmfestivals gezeigt und lief limitiert in den US-amerikanischen Kinos. In Deutschland erschien der Film am 18. Februar 2014 direkt auf DVD.